# Tiffany Baublitz
Tiffany Elizabeth Baublitz (ur. 2002) – amerykańska zapaśniczka walcząca w stylu wolnym. 
Złota medalistka mistrzostw panamerykańskich w 2025 roku. Zawodniczka Tyrone Area High School, East Stroudsburg University of Pennsylvania i King University.